# Vernonia teusczii
Vernonia teusczii là một loài thực vật có hoa trong họ Cúc. Loài này được Klatt miêu tả khoa học đầu tiên.